# Championnat du Costa Rica de football 2003-2004
Navigation
Saison précédente Saison suivante
La Primera División 2003-2004 est la quatre-vingt-deuxième édition de la première division costaricienne.
Lors de ce tournoi, le LD Alajuelense a tenté de conserver son titre de champion du Costa Rica face aux onze meilleurs clubs costariciens.
La saison était divisée en deux tournois, l'Apertura et le Clausura, les deux vainqueurs se sont disputé le titre de champion à la fin de la saison.
Lors de chaque tournoi, chacun des douze clubs participant était confronté deux fois aux onze autres.
Seulement deux places étaient qualificatives pour la Copa Interclubes UNCAF.

## Les 12 clubs participants
| \| Santa Bárbara: AD Carmelita AD Santa Barbara LD Alajuelense Santa Bárbara CS Cartagines AD Guanacasteca CS Herediano AD Municipal Liberia Municipal Pérez Zeledon AD Ramonense AD San Carlos Santa Bárbara SD Santos / Deportivo Saprissa \| Localisation des clubs engagés dans le championnat. |
| Santa Bárbara: AD Carmelita AD Santa Barbara LD Alajuelense Santa Bárbara CS Cartagines AD Guanacasteca CS Herediano AD Municipal Liberia Municipal Pérez Zeledon AD Ramonense AD San Carlos Santa Bárbara SD Santos / Deportivo Saprissa                                                           |

| Club                    | Stade                           | Capacité          | Ville                  |
| LD Alajuelense          | Stade Alejandro Morera Soto     | 17 900            | Alajuela               |
| AD Carmelita            | Stade Carlos Alvarado           | 3 000             | Santa Bárbara          |
| CS Cartagines           | Stade José Rafael Meza          | 13 500            | Cartago                |
| AD Guanacasteca         | Stade Chorotega                 | 4 000             | Nicoya                 |
| CS Herediano            | Stade Eladio Rosabal Cordero    | 8 100             | Heredia                |
| AD Municipal Liberia    | Stade Edgardo Baltodano Briceño | 6 500             | Liberia                |
| Municipal Pérez Zeledon | Stade Municipal Pérez Zeledón   | 6 000             | San Isidro del General |
| AD Ramonense            | Stade Carlos Roldan             | 5 000             | San Ramón              |
| AD San Carlos           | Stade Carlos Ugalde Álvarez     | 5 600             | Ciudad Quesada         |
| AD Santa Barbara        | Stade inconnu                   | Capacité inconnue | Santa Bárbara          |
| SD Santos               | Stade Ebal Rodríguez            | 3 000             | Guápiles               |
| Deportivo Saprissa      | Stade Ricardo Saprissa          | 23 100            | San José               |

## Tournoi Apertura
Lors de ce tournoi les douze équipes s'affrontent à deux reprises selon un calendrier tiré aléatoirement.
Le classement est établi sur le barème de points classique (victoire à 3 points, match nul à 1, défaite à 0).
Le départage final se fait selon les critères suivants :
- Le nombre de points.
- La différence de buts générale.
- La différence de buts particulière.
- Le nombre de buts marqué.

### Classement
| Rang | Équipe                  | Pts | J  | G  | N  | P  | Bp | Bc | Diff |
| ---- | ----------------------- | --- | -- | -- | -- | -- | -- | -- | ---- |
| 1    | Deportivo Saprissa      | 57  | 22 | 18 | 3  | 1  | 55 | 25 | +30  |
| 2    | CS Herediano            | 40  | 22 | 12 | 4  | 6  | 37 | 29 | +8   |
| 3    | LD Alajuelense (T)      | 34  | 22 | 9  | 7  | 6  | 35 | 30 | +5   |
| 4    | AD Santa Barbara        | 31  | 22 | 8  | 7  | 7  | 33 | 30 | +3   |
| 5    | Municipal Pérez Zeledon | 29  | 22 | 8  | 5  | 9  | 28 | 26 | +2   |
| 6    | AD Municipal Liberia    | 28  | 22 | 7  | 7  | 8  | 28 | 32 | -4   |
| 7    | AD Guanacasteca         | 27  | 22 | 7  | 6  | 9  | 18 | 28 | -10  |
| 8    | SD Santos               | 25  | 22 | 5  | 10 | 7  | 21 | 23 | -2   |
| 9    | AD Ramonense (P)        | 25  | 22 | 7  | 4  | 11 | 27 | 31 | -4   |
| 10   | AD Carmelita            | 23  | 22 | 6  | 5  | 11 | 25 | 30 | -5   |
| 11   | AD San Carlos           | 22  | 22 | 5  | 7  | 10 | 22 | 33 | -11  |
| 12   | CS Cartagines           | 21  | 22 | 6  | 3  | 13 | 25 | 37 | -12  |

| Légende : Qualifications et relégations | Légende : Qualifications et relégations                  |
| --------------------------------------- | -------------------------------------------------------- |
|                                         | Qualifié pour la finale du championnat                   |
|                                         | (T) : Tenant du titre (P) : Promu de la saison 2002-2003 |

### Matchs
| Résultats (▼dom., ►ext.)                                   | Alaj | Carm | Cart | Gua | Here | Águi | Muni | SanC | Ramo | SanB | Sant | Sapr |
| LD Alajuelense                                             |      | 1-0  | 3-0  | 1-1 | 1-1  | 1-2  | 1-0  | 2-0  | 3-0  | 2-1  | 1-1  | 3-3  |
| AD Carmelita                                               | 3-0  |      | 0-2  | 0-1 | 4-0  | 2-2  | 1-1  | 2-0  | 4-1  | 1-4  | 0-0  | 1-2  |
| CS Cartagines                                              | 2-4  | 2-1  |      | 1-1 | 1-2  | 2-1  | 1-2  | 2-1  | 0-1  | 2-1  | 0-0  | 1-2  |
| AD Guanacasteca                                            | 1-3  | 0-0  | 1-0  |     | 0-1  | 1-0  | 1-2  | 1-1  | 1-0  | 0-0  | 1-0  | 0-1  |
| CS Herediano                                               | 1-0  | 3-2  | 4-1  | 2-0 |      | 2-1  | 1-2  | 1-0  | 1-1  | 0-1  | 2-0  | 2-2  |
| AD Municipal Liberia                                       | 3-2  | 0-1  | 1-2  | 2-2 | 2-2  |      | 2-1  | 1-1  | 2-1  | 1-0  | 0-0  | 2-3  |
| Municipal Pérez Zeledon                                    | 0-0  | 3-0  | 4-2  | 0-1 | 0-2  | 1-1  |      | 1-1  | 2-1  | 2-0  | 0-0  | 1-2  |
| AD San Carlos                                              | 1-2  | 0-2  | 2-1  | 3-1 | 0-4  | 1-1  | 0-2  |      | 1-1  | 1-1  | 2-1  | 3-3  |
| AD Ramonense                                               | 5-3  | 3-0  | 2-1  | 3-0 | 0-2  | 0-2  | 1-0  | 0-1  |      | 1-1  | 0-1  | 3-0  |
| AD Santa Barbara                                           | 1-1  | 3-1  | 1-1  | 2-0 | 5-1  | 2-0  | 2-1  | 1-2  | 3-2  |      | 2-2  | 2-4  |
| SD Santos                                                  | 0-0  | 0-0  | 2-1  | 3-4 | 4-2  | 0-1  | 2-1  | 2-1  | 1-1  | 0-0  |      | 1-2  |
| Deportivo Saprissa                                         | 4-1  | 2-0  | 1-0  | 3-0 | 2-1  | 5-1  | 4-2  | 1-0  | 2-0  | 5-0  | 2-1  |      |
| - Victoire à domicile - Match nul - Victoire à l'extérieur |      |      |      |     |      |      |      |      |      |      |      |      |

## Tournoi Clausura
Lors de ce tournoi les douze équipes s'affrontent à deux reprises selon un calendrier tiré aléatoirement.
Le classement est établi sur le barème de points classique (victoire à 3 points, match nul à 1, défaite à 0).
Le départage final se fait selon les critères suivants :Clausura s'est déroulé de la même façon que les tournois saisonniers précédents, en deux phases :
- Le nombre de points.
- La différence de buts générale.
- La différence de buts particulière.
- Le nombre de buts marqué.

### Classement
| Rang | Équipe                  | Pts | J  | G  | N | P  | Bp | Bc | Diff |
| ---- | ----------------------- | --- | -- | -- | - | -- | -- | -- | ---- |
| 1    | CS Herediano            | 49  | 22 | 15 | 4 | 3  | 41 | 16 | +25  |
| 2    | Deportivo Saprissa      | 47  | 22 | 14 | 5 | 3  | 38 | 21 | +17  |
| 3    | LD Alajuelense (T)      | 36  | 22 | 11 | 3 | 8  | 43 | 33 | +10  |
| 4    | AD Guanacasteca         | 32  | 22 | 9  | 5 | 8  | 35 | 33 | +2   |
| 5    | SD Santos               | 30  | 22 | 9  | 3 | 10 | 31 | 24 | +7   |
| 6    | AD Carmelita            | 30  | 22 | 8  | 6 | 8  | 28 | 35 | -7   |
| 7    | CS Cartagines           | 28  | 22 | 7  | 7 | 8  | 22 | 28 | -6   |
| 8    | AD San Carlos           | 26  | 22 | 6  | 8 | 8  | 16 | 21 | -5   |
| 9    | Municipal Pérez Zeledon | 25  | 22 | 6  | 7 | 9  | 19 | 28 | -9   |
| 10   | AD Ramonense (P)        | 24  | 22 | 6  | 6 | 10 | 25 | 34 | -9   |
| 11   | AD Municipal Liberia    | 20  | 22 | 5  | 5 | 12 | 23 | 32 | -9   |
| 12   | AD Santa Barbara        | 17  | 22 | 4  | 5 | 13 | 24 | 40 | -16  |

| Légende : Qualifications et relégations | Légende : Qualifications et relégations                  |
| --------------------------------------- | -------------------------------------------------------- |
|                                         | Qualifié pour la finale du championnat                   |
|                                         | (T) : Tenant du titre (P) : Promu de la saison 2002-2003 |

### Matchs
| Résultats (▼dom., ►ext.)                                   | Alaj | Carm | Cart | Gua | Here | Águi | Muni | SanC | Ramo | SanB | Sant | Sapr |
| LD Alajuelense                                             |      | 1-2  | 1-1  | 1-1 | 1-2  | 3-2  | 1-0  | 2-1  | 2-1  | 2-3  | 1-0  | 0-1  |
| AD Carmelita                                               | 0-4  |      | 4-1  | 2-0 | 2-3  | 2-0  | 1-1  | 1-0  | 0-0  | 2-1  | 2-1  | 2-2  |
| CS Cartagines                                              | 0-2  | 0-0  |      | 0-1 | 0-1  | 1-0  | 1-0  | 5-0  | 2-1  | 3-1  | 1-0  | 0-0  |
| AD Guanacasteca                                            | 2-7  | 4-2  | 1-1  |     | 3-0  | 5-0  | 0-1  | 2-1  | 2-0  | 2-2  | 1-0  | 3-2  |
| CS Herediano                                               | 2-0  | 3-0  | 5-0  | 2-0 |      | 0-0  | 2-0  | 0-0  | 1-0  | 3-0  | 2-0  | 1-2  |
| AD Municipal Liberia                                       | 3-4  | 3-0  | 3-1  | 1-1 | 0-3  |      | 0-1  | 0-1  | 1-0  | 3-0  | 0-1  | 1-1  |
| Municipal Pérez Zeledon                                    | 2-2  | 2-2  | 0-0  | 0-1 | 0-1  | 2-2  |      | 1-0  | 2-3  | 2-1  | 1-1  | 3-0  |
| AD San Carlos                                              | 4-2  | 1-1  | 0-0  | 2-0 | 0-0  | 0-1  | 0-0  |      | 1-1  | 1-0  | 1-0  | 1-1  |
| AD Ramonense                                               | 2-1  | 0-1  | 1-2  | 2-1 | 2-2  | 2-1  | 2-0  | 2-0  |      | 2-2  | 0-0  | 0-0  |
| AD Santa Barbara                                           | 0-2  | 3-1  | 1-1  | 2-2 | 2-1  | 1-1  | 0-1  | 0-2  | 4-2  |      | 0-1  | 0-2  |
| SD Santos                                                  | 2-3  | 2-0  | 4-2  | 2-1 | 2-3  | 2-1  | 4-0  | 0-0  | 5-1  | 3-1  |      | 0-1  |
| Deportivo Saprissa                                         | 2-1  | 3-1  | 2-0  | 3-2 | 2-4  | 1-0  | 4-0  | 2-0  | 4-1  | 1-0  | 2-1  |      |
| - Victoire à domicile - Match nul - Victoire à l'extérieur |      |      |      |     |      |      |      |      |      |      |      |      |

## Classement cumulatif
La qualification pour la Copa Interclubes UNCAF 2004 (en) se faisait de la façon suivante, le finaliste du championnat ayant marqué le plus de points lors de sa phase de qualification se qualifiait pour les quarts de finale et l'autre pour le 1er tour de la compétition.
| Rang | Équipe                  | Pts | J  | G  | N  | P  | Bp | Bc | Diff |
| ---- | ----------------------- | --- | -- | -- | -- | -- | -- | -- | ---- |
| 1    | Deportivo Saprissa (C)  | 104 | 44 | 32 | 8  | 4  | 93 | 46 | +47  |
| 2    | CS Herediano (C)        | 89  | 44 | 27 | 8  | 9  | 78 | 45 | +33  |
| 3    | LD Alajuelense (T)      | 70  | 44 | 20 | 10 | 14 | 78 | 63 | +15  |
| 4    | AD Guanacasteca         | 59  | 44 | 16 | 11 | 17 | 53 | 61 | -8   |
| 5    | SD Santos               | 55  | 44 | 14 | 13 | 17 | 52 | 47 | +5   |
| 6    | Municipal Pérez Zeledon | 54  | 44 | 14 | 12 | 18 | 47 | 54 | -7   |
| 7    | AD Carmelita            | 53  | 44 | 14 | 11 | 19 | 53 | 65 | -12  |
| 8    | AD Ramonense (P)        | 49  | 44 | 13 | 10 | 21 | 52 | 65 | -13  |
| 9    | CS Cartagines           | 49  | 44 | 13 | 10 | 21 | 47 | 65 | -18  |
| 10   | AD Santa Barbara        | 48  | 44 | 12 | 12 | 20 | 57 | 70 | -13  |
| 11   | AD Municipal Liberia    | 48  | 44 | 12 | 12 | 20 | 51 | 64 | -13  |
| 12   | AD San Carlos           | 48  | 44 | 11 | 15 | 18 | 38 | 54 | -16  |

| Légende : Qualifications et relégations | Légende : Qualifications et relégations                                                                      |
| --------------------------------------- | --- |
|                                         | Copa Interclubes UNCAF 2004 (en) (Quarts de finale)                                                          |
|                                         | Copa Interclubes UNCAF 2004 (en) (1er Tour)                                                                  |
|                                         | Relégué en Segunda División                                                                                  |
|                                         | (C) : Vainqueur d'un des deux tournois de la saison (T) : Tenant du titre (P) : Promu de la saison 2002-2003 |

## Finale du championnat
| Match aller | CS Herediano    | 1:1   | Deportivo Saprissa   | Stade national du Costa Rica |  |
| 16 mai      | Jafeth Soto 75e | (0:1) | Gerrold Drummond 41e |                              |  |

| Match retour | Deportivo Saprissa                  | 2:1   | CS Herediano | Stade Ricardo Saprissa |  |
| 20 mai       | Walter Centeno x · Victor Cordero x | (0:0) | Minor Diaz x |                        |  |

## Bilan du tournoi
| Tableau d'Honneur |                    |
| Compétition       | Vainqueur          |
| Primera División  | Deportivo Saprissa |

| Qualifications continentales 2003-2004 |                    |
| Copa Interclubes UNCAF                 | Qualifiés          |
| Quarts de finale (en)                  | Deportivo Saprissa |
| Premier Tour (en)                      | CS Herediano       |

| Promotions et relégations   |               |
| Relégué en Segunda División | AD San Carlos |
| Promu de Segunda División   | AD Belén      |